# 雷蒂夫

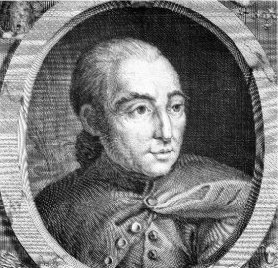
尼古拉·埃德姆·雷蒂夫

尼古拉·埃德姆·雷蒂夫（法語：Nicolas Edme Restif，法語：[ʁetif]，1734年10月23日—1806年2月3日），又称“雷蒂夫·拉·布勒托纳”（Restif de la Bretonne）或“雷蒂夫”（法語：Rétif），法国小说家，以色情作品闻名。恋鞋癖的别称“retifism”即以其命名。
雷蒂夫生于约讷省萨西的富裕农家，8岁时随家人迁居同村的La Bretonne农场。青年时代，他先后在欧赛尔和第戎当排字工人，1761年起定居巴黎，并开始写作。由于排字工作的便利，他得以结识博马舍、Louis-Sébastien Mercier、Grimod de La Reynière、Cazotte等作家。
雷蒂夫文思泉涌，作品颇多，且体裁丰富，从情色小说、纪实到自传、戏剧等皆有所涉及。

## 参看
- 萨德侯爵